# Федоровский, Николай Михайлович
Николай Михайлович Федоро́вский (18 (30) ноября 1886, Курск — 27 августа 1956, Москва) — советский учёный-минералог, основоположник прикладной минералогии. Доктор геолого-минералогических наук, профессор МГУ, член-корреспондент АН СССР (1933).

## Биография
Родился в Курске в семье потомственного почётного гражданина. Учился в Курской мужской гимназии. Активный участник революционного движения с 1902 года, член РСДРП с 1904 года.
Согласно тому, что указывал П. Г. Кузнецов, стать студентом Московского университета Федоровского пригласил сам В. И. Вернадский. Федоровский сопровождал того в экспедициях по поиску радиоактивных руд. Стал его другом и соратником.
А после революции Ленин посылал Федоровского с личным письмом к Эйнштейну — для установления связей с западной наукой.
Один из основателей Московской горной академии (1918). Организатор и первый директор (1923—1937) Всесоюзного научно-исследовательского института минерального сырья (ВИМС).
Член правления Московского дома учёных (1924).
В 1933 году был избран членом-корреспондентом АН СССР.
Основал метод комплексного изучения полезных ископаемых от поисков и разведки до промышленной разработки сырьевых баз для ряда отраслей горной промышленности. Разработал классификацию полезных ископаемых по энергетическому признаку и промышленному применению.
Николай Федоровский заложил основы Государственного кадастра месторождений CCCP; под его руководством был разработан Горный Устав — основа советского законодательства о недрах. Автор учебника и многих книг по минералогии и полезным ископаемым.
По утверждению Бориса Витмана, учеником Федоровского был Завенягин.

### Репрессии
25 октября 1937 года Федоровский был арестован «за участие в антисоветской организации», содержался на Лубянке во внутренней тюрьме НКВД. 29 апреля 1938 года состоялось общее собрание АН СССР на котором Федоровский был исключён из состава Академии. 26 апреля 1939 года Федоровский признан виновным по статьям 58, п. 1а, 7, 8, 11 УК РСФСР и по приговору Военной коллегии Верховного суда СССР осуждён на 15 лет лагерей без права переписки, с последующей бессрочной ссылкой и 5 лет лишения политических прав. Наказание отбывал в Воркутлаге, затем в 1942 году был переведён в Москву, где, будучи заключённым, работал в Институте удобрений.
В 1944 году Федоровский был отправлен отбывать наказание в Красноярск, где в Злобине занимался погрузкой барж. Но ему тяжело было справляться с этой работой и он попросился в Норильск, где тогда очень нуждались в образованных людях вроде него. В Норильск он плыл по Енисею в общей каюте на корабле вместе с рецидивистами-уголовниками, которые над ним издевались, но за него заступилась бессарабская помещица Евфросиния Керсновская.
В Норильске Федоровский преподавал минералогию в геологическом техникуме, затем работал на Норильском комбинате. В этот период некоторое время Федоровский был расконвоированным, но в 1951 году вновь помещён в зону Норильлага на общие работы.
В 1952 году Федоровский был освобождён из лагеря, но оставался в Норильске. В 1954 году Федоровский был реабилитирован, однако, узнав об этом, получил инсульт (были парализованы правая рука и нога, потеряна речь). Дочь перевезла тяжело больного Федоровского в Москву, но он так и не оправился после инсульта.
2 февраля 1955 года состоялось Общее собрание АН СССР, на котором Н. М. Федоровский был восстановлен в звании члена-корреспондента АН СССР и таким образом смог получить доступ к самому современному на то время лечению.
Скончался в Москве 27 августа 1956 года, похоронен на новом Донском кладбище.

## Память
В честь Н. М. Федоровского были названы:
- Всесоюзного научно-исследовательского института минерального сырья (ВИМС) носит имя Н. М. Федоровского.
- Федоровскит — минерал, открытый С. В. Малинко (ВИМС) в 1975 году в месторождении Солонго, Бурятия.
- Улица в Талнахе.
- Набережная в Нижнем Новгороде.
- Заполярный государственный университет имени Н. М. Федоровского[11]

## Основные труды
- Курс минералогии. — 5 изд. — М.—Л., 1934.
- Генетическая минералогия. — Пг., 1920.
- Экономическая минералогия СССР. — в. 1. — М.—Л., 1936.
- Наши достижения в области прикладной минералогии. — М.—Л., 1935
- Классификация полезных ископаемых по энергетическим показателям. — М.—Л., 1935.